# 디지털 중합효소 연쇄 반응
디지털 중합효소 연쇄 반응(Digital polymerase chain reaction), 디지털 PCR(digital PCR, dPCR 또는 dePCR)은 DNA, cDNA 또는 RNA를 포함한 핵산 가닥을 직접 정량화하고 클론 증폭하는 데 사용할 수 있는 기존 중합효소 연쇄 반응 방법을 생명공학적으로 개선한 것이다. dPCR과 기존 PCR의 주요 차이점은 핵산 양을 측정하는 방법에 있다. 전자는 PCR보다 더 정확한 방법이지만 경험이 부족한 사용자의 손에서 오류가 발생하기 쉽다. "디지털" 측정은 특정 변수를 정량적이고 이산적으로 측정하는 반면, "아날로그" 측정은 측정된 패턴을 기반으로 특정 측정을 추정한다. PCR은 단일 샘플당 하나의 반응을 수행한다. dPCR은 또한 샘플 내에서 단일 반응을 수행하지만, 샘플은 다수의 파티션으로 분리되고 반응은 각 파티션에서 개별적으로 수행된다. 이러한 분리를 통해 핵산 양을 보다 안정적으로 수집하고 민감한 측정이 가능하다. 이 방법은 복제 수 변이 및 점 돌연변이와 같은 유전자 서열의 변이를 연구하는 데 유용한 것으로 입증되었으며 차세대 염기서열 분석을 위한 샘플의 클론 증폭에 일상적으로 사용된다.